# سنة بلا مطر
سنة بلا مطر أو إي يير وذ اوت ران (بالإنجليزية:  A year without rain)‏ هو الألبوم الثاني للفرقة الأمريكية «سيلينا غوميز ان ذَا سين» تم إصدار الالبوم من قِبل هوليوود ريكوردز في تاريخ 21 سبتمبر عام 2010 عملت غوميز مع روك مافيا الثنائي تيم وجيمس وأنتونينا أرماتو، وكذلك فيفي دوبسون وتوبي جاد وسوبيرسبي، وفقًا لغوميز
فإن معظم الأغاني الموجودة في الألبوم مخصصة للجماهير، بينما أرادت محتوى يحتوي على المزيد من الألحان وتمكين كلمات الأغاني، تم الألبوم بالتعليقات الإيجابية والنقاد وأشاروا إلى أنه تحسن من ألبوم الفرقة الأول وهو البوم قبل وقيل (البوم سيلينا غوميز اند ذا سين), لأول مرة باعت أغنية ا يير وذ اوت رام في الولايات المتحدة في المرتبة الرابعة حيث بيعت 66000 نسخة في أسبوعها الأول. ترسمت حتى الآن اثنين وأربعين أغنية منفردة من الالبوم في الولايات المتحدة، في يناير 2011، حصل الألبوم على جائزة Gold من RIAA مما يجعله ثاني ألبوم يحصل على شهادة الذهب للفرقة.
روجت غوميز مع أعضاء فرقتها للالبوم في عدة عروض ومناسبات، حيث انها عرضت أغنية رواند & رواند لأول مرة في برنامج المواهب الأمريكية يوم 14 يوليو، 2010.
وايضًا ظهرت غوميز مع فرقتها في Ellen DeGeneres Show في 22 سبتمبر وقامت باداء أغنية «ا يير وذ اوت ران» وفي سبتمبر 23 بعد 6 أيام من صدور الالبوم فقط ظهرت غوميز مع فرقتها في برنامج قود مورنيمق أمريكا حيث قامو باداء «رواند & رواند وا يير وذ اوت ران» ظهر جوميز في Daybreak في 27 سبتمبر 2010، [23] وفي Blue Peter ، قامت غوميز بأداء الأغنية على MTV's The Seven في 1 أكتوبر 2010.و في 16 نوفمبر، أدت غوميز الاغنية الرئيسية للالبوم «ا يير وذ اوت ران» على برنامج لوبيز الليلة.

## روابط خارجية
- سنة بلا مطر على موقع أول موفي (الإنجليزية)